# Aulotarache
Aulotarache là một chi bướm đêm thuộc họ Noctuidae.